# Građanska inicijativa Spasimo Biševo
Građanska inicijativa "Spasimo Biševo" je nevladino, neprofitno i apolitičko udruženje stanovnika i zaljubljenika u otok nastalo počekom 2018. kao reakcija na devastaciju arhološkog lokaliteta Poje, s ciljem očuvanja kulturne, povijesne i prirodne baštine, te održivog razvoja ovog pučinskog bisera.

## Ciljevi inicijative
Ciljevi inicijative su prikladna valorizacija sveobuhvatne baštine pučinskog otoka Biševa te upravljanje kulturnopovijesnim i prirodnim resursima otoka kroz primjenu strategije održivog razvoja. Kako je biševski krajobraz jedan od zadnjih primjera sačuvanog srednjovjekovnog ruralnog kulturnog krajolika, zalažemo se za sveobuhvatnu zaštitu krajobrazne cjeline otoka, a sukladno Strategiji očuvanja, zaštite i održivog gospodarskog korištenja kulturne baštine RH.
Povijesni kulturni krajolik otoka Biševa nastao u međuodnosu čovjeka i prirode uvjetovan je pučinskim smještajem te odražava tradicionalne prostorne odnose koji ilustriraju povijesni razvitak lokalne zajednice. Također, s obzirom na golemi arheološki potencijal Biševa kontinuirano naseljenog od antike, strategija održivog razvoja otoka bi, između ostalog, trebala predvidjeti i upravljanje otočkom kulturnopovijesnom baštinom formiranjem arheološkog parka na mjestu samostana i crkve sv. Silvestra.
U konačnici, cilj inicijative je i informiranje javnosti o nagloj degradaciji kulturnih i prirodnih dobara otoka Biševa slijedom nasrtaja masovnog turizma. Arheološki lokalitet Poje markiran benediktinskom crkvom 11. st. odnedavna je devastiran bespravnom izgradnjom dok su u pripremi dvojbeni projekti lokalne zajednice koji se baziraju isključivo na temi Modre Špilje koja se besramno eksploatira te se u pitanje dovode i njena spomenička svojstva.
Ovom inicijativom, a u partnerstvu sa službom zaštite kulturnih dobara, cilj je potaknuti (u duhu Faro konvencije) uspostavu ravnoteže između sve učestalijih planiranih javnih i privatnih aktivnosti s kulturnopovijesnim i prirodnim vrijednostima otoka, a radi postizanja održivog korištenja njegove kulturne i prirodne baštine.

## Benediktinski samostan sv. Silvestra na otoku Biševu
Sam prostor Crkve sv. Silvestra svojoj arhitektonskom i povijesnom slojevitošću, topografskim smještajem, najbolje dočarava atmosferu u kojoj se odvijao život srednjovjekovnog benediktinskog samostana. Crkva i polje kao da su utjelovljenje benediktinskog gesla: “Ora et labora”, “Moli i radi”.
Raster poljskih parcela je pravilan i jedan zarasli puteljak između njih vodi ravno od crkve u polje. Taj “dekuman” čvrsto postavlja crkvu samostan u središte i početak srednjovjekovnog kulturnog pejsaža kojeg nigdje ne možemo tako snažno doživjeti kao na Biševu.
Ovdje osim crkve i okolni prostor predstavlja dio kulturne baštine, samostan je tek jezgra od koje počinjemo iščitavanje povijesnog krajolika. Obnavljanje Sv. Silvestra znači bar djelomično vraćanje u život jednog od najvažnijih sakralnih spomenika naše nacionalne povijesti. Biševska crkva predstavlja konstantu, živi dokument nazočnosti Hrvata ovim prostorima od Berigojeva doba do danas.

## Ostvarena preventivna arheološka zaštita
Arheološki lokalitet s ostacima benediktinskog samostana (Oznaka dobra: P-5881  Arhivirana inačica izvorne stranice od 1. travnja 2019. (Wayback Machine)) postao je preventivno zaštićeno kulturno dobro tek nakon što je građanska inicijativa organizirala javno potpisivanje peticije. 
15. veljače 2018. Ministarstvo kulture, Konzervatorski odjel u Splitu, na temelju članka 10. a u svezi s člankom 6. stavkom 1. točka 9. Zakona o zaštiti i očuvanju kulturnih dobara („Narodne novine”, br. 69/99, 151/03, 157/03, 87/09, 88/10), rješavajući po službenoj dužnosti, donosi rješenje: "Područje Crkve sv. Silvestra, na otoku Biševu, katastarske čestice *1076,*1498, 7324, 7325, 7326/1, 7326/2, 7326/3, 7328, 7330, *1077 k.o. Komiža, do donošenja rješenja o utvrđivanju svojstva kulturnog dobra sukladno članku 12. Zakona o zaštiti i očuvanju kulturnih dobara, najduže 6 godina od dana donošenja ovog rješenja, stavlja se pod preventivnu zaštitu".

## Iznimno loše stanje samostanskog kompleksa
Istočnu stranu kompleksa sa sjevera definira visok obrambeni zid građen klesancima koji je na kraju visoko sačuvanog dijela veoma raspucao, a dalje ka jugu najvećim dijelom srušen tako da je na jednom mjestu ostala samo ogoljena jezgra zida, a dalje prema jugu zid je sačuvan veoma nisko i kasnije dograđen, a s vanjske strane ojačan. 
U sjevernom dijelu zida nalaze se puškarnice a taj dio zida statički je veoma ugrožen, raspucao i iziskuje hitnu sanaciju.
Zapadnu stranu kompleksa tvore nekadašnja župna kuća te zabatni zid privatne kuće između kojih se do izvođenja bespravnih radova nalazio ogradni zid.
Čitavom dužinom južne strane kompleksa nalazi se prvotni zid kompleksa samostana koji je dijelom sagrađen istom tehnikom gradnje kao istočna strana kompleksa, pri čemu su kasnije u odnosu na prvotne zidove vršene različite dogradnje što se zaključuje na osnovu neorganskih spojeva prigrađenih zidova sa starijima.

## Naselje Poje (Napoje)
Ivan Splićanin, graditelj samostana, odabrao je upravo savršen geografski položaj otoka Biševa s kojeg će se kršćanstvo širiti na istočnu obalu Jadrana. Na markantnom položaju biševske uzvisine, a na ruševinama starokršćanske crkve, Ivan u 11. st. gradi novu crkvu oko koje će se kasnije razviti selo Poje. Ali ni to nije početak naseljavanja ovog višeslojnog arheološkog lokaliteta. Najstariji trag ljudske aktivnosti (ako preskočimo prapovijest) je villa rustica osnovana u prvim stoljećima p. Kr. O značaju tog objekta možda najbolje govori činjenica da se radi o jednoj od dvije poznate helenističke rustične vile na našoj obali. Rimljani nisu mogli zaobići ovu plodnu uzvisinu pa i oni intenzivno koriste istu lokaciju.
Nad ostacima je samostana, najvjerojatnije tijekom baroka, nastao omanji građevinski sklop kamenih kuća koji zajedno s crkvom čini veoma skladnu ambijentalno-povijesnu cjelinu.

## Web sjedište spasimobisevo.org
Web sjedište spasimobisevo.org pokrenuto je u svrhu informiranja javnosti o značaju biševskog kulturnog i povijesnog krajolika, te njegove velike važnosti i uloge u razvoju Komiže, ali i cijele mediteranske regije. Utjecaj otoka Biševa ne može se i ne smije mjeriti samo i isključivo prema statistikama posjećenosti Modre špilje kao turističke atrakcije. Turizam ne smije biti sam sebi svrha. Stoga inicijativa okuplja entuzijaste, stručnjake i osviještene građane koji o razvoju otoka promišljaju pametno.
Približavanjem i osvjetljavanjem povijesne, kulturološke i ekološke uloge otoka Biševa u razvoju viškog arhipelaga i Dalmacije, osnovna namjena ovog web sjedišta je osvijestiti važnost očuvanja zajedničke prošlosti za buduće naraštaje.